# Edgar Buchwalder
Pour les articles homonymes, voir Buchwald.
Edgar Buchwalder, né le 2 août 1916 à Kleinlützel et mort le 9 avril 2009 à Dornach, est un coureur cycliste suisse. Champion du monde sur route amateur en 1936, il participe aux Jeux olympiques la même année. Il y est onzième de la course individuelle et décroche la médaille d'argent du classement par équipes. Il est ensuite professionnel de 1937 à 1943 et de 1946 à 1947.

## Palmarès
- 1936
  - Champion du monde sur route amateur
  -  Médaillé d'argent du classement par équipes des Jeux olympiques
  - 11e de la course individuelle des Jeux olympiques
- 1937
  - 2e du Championnat de Zurich
  - 2e du Tour du lac Léman
- 1939
  - 2e étape du Tour de Suisse
  - 2e du Championnat de Zurich
  - 3e du Tour du Nord-Ouest de la Suisse
- 1940
  -  Champion de Suisse sur route
- 1941
  - 2e du Tour des 3 Lacs
- 1942
  -  Champion de Suisse sur route
  - 5e étape du Tour de Suisse
  - Tour du Nord-Ouest de la Suisse
  - 2e du Tour du lac Léman